# Hypoponera inaudax
Hypoponera inaudax es una especie de hormiga del género Hypoponera, subfamilia Ponerinae. 

## Distribución
Esta especie se encuentra en Camerún, República Democrática del Congo, Gabón y Ghana.